# Epitafium Kallimacha

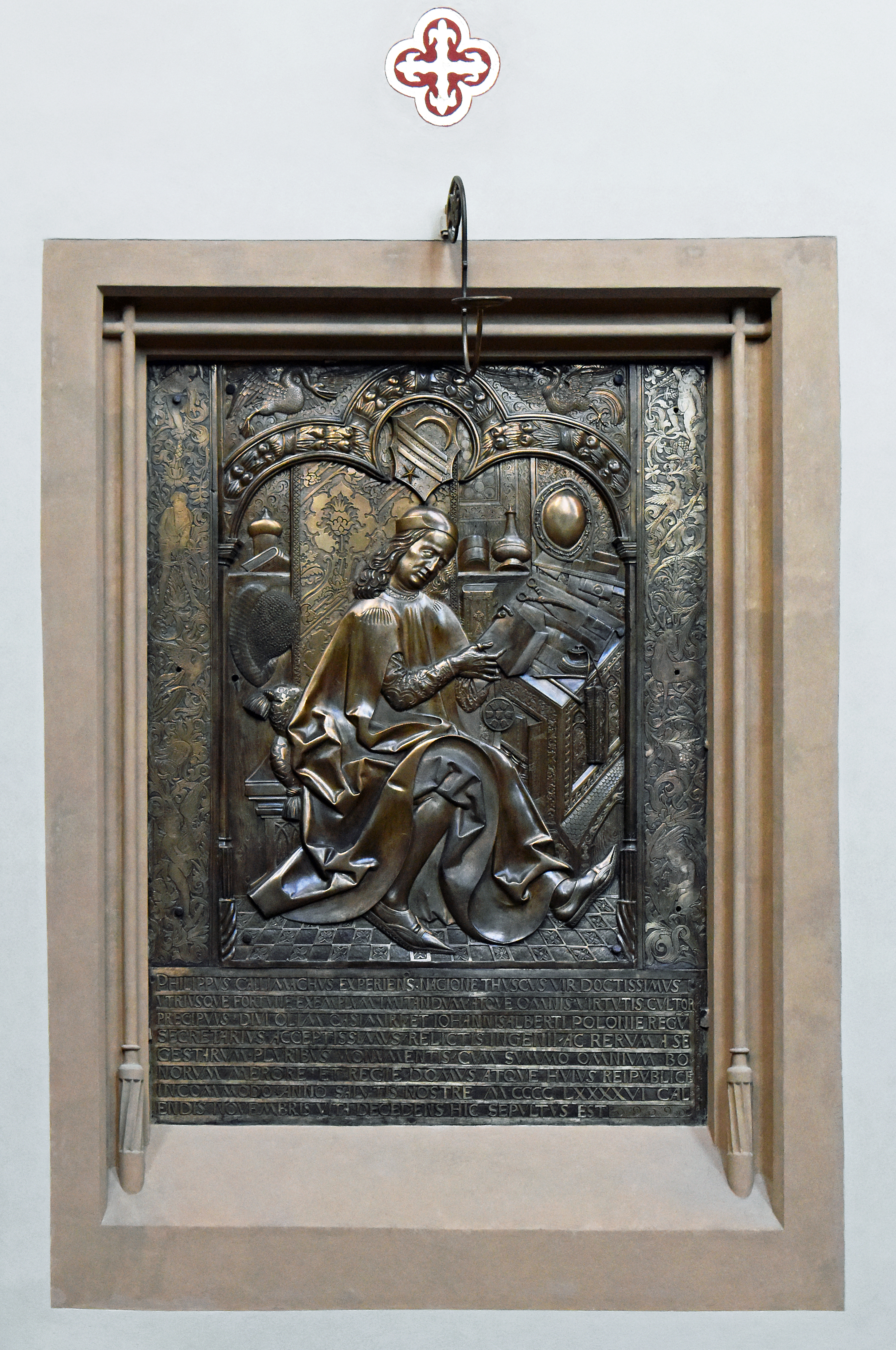
Epitafium Kallimacha

Epitafium Filipa Buonaccorsiego zw. Kallimachem – jedno z dzieł Wita Stwosza znajdujące się w krakowskim kościele Św. Trójcy (oo. Dominikanów).
Pochodzący z włoskiej Toskanii Filip Buonaccorsi, który używał nazwiska greckiego poety Kallimacha, był humanistą, pisarzem, autorem m.in. Żywotów Zbigniewa Oleśnickiego. Był także ambasadorem i sekretarzem króla Jana Olbrachta.

## Historia
Filip Buonaccorsi zmarł w dniu 1 listopada 1496 roku. Wcześniej, choć w tym samym roku, Stwosz wyjechał z Krakowa do Norymbergi. Do dziś zachowało się źródło z epoki, mówiące o tym dziele: list napisany przez Marka Rustimicusa do Konrada Celtisa, w którym znajduje się wzmianka o nagrobku Włocha. List został wysłany dnia 1 września 1500. Zleceniodawcą był najprawdopodobniej osobisty sekretarz Kallimacha, Jakub Chosti. Pierwotnie epitafium było umieszczone w posadzce kościelnej. Przed XIX wiekiem zostało przeniesione do przylegającej do kościoła kaplicy Matki Bożej Różańcowej, która ocalała ze zniszczeń spowodowanych przez wielki pożar Krakowa w roku 1850, który zniszczył niemal całkowicie kościół. Podczas odbudowy kościoła płyta została umieszczona w północnej ścianie prezbiterium, obok ołtarza głównego.

## Opis i analiza dzieła
Znajdujące się w północnej ścianie prezbiterium dominikańskiego kościoła Św. Trójcy epitafium jest przykładem późnogotyckiej plastyki. Relief jest wykonany z brązu. Składa się z głównej sceny, tekstu epitafijnego oraz ozdobnej bordiury. W scenie głównej znajduje się uczony, ukazany w całej postaci, siedzący w pozycji 3/4. Odziany w długie szaty, trzyma w rękach dokument z pieczęcią państwową. Siedzi przy stole z licznymi przedmiotami (m.in. piórem, kałamarzem, nożyczkami); w tle widać półki z elementami martwej natury, księgami, ponadto wisi kapelusz. Ściany wnętrza pracowni są pokryte misterną dekoracją ornamentalną i roślinną. Powyżej uczonego znajduje się herb rodu, z którego pochodził. Główną scenę wieńczy bordiura w formie trójliścia z motywami roślinnymi. Powyżej znajdują się: po lewej stronie pelikan, po prawej orzeł. Poniżej sceny głównej napis łaciński opisujący sylwetkę Kallimacha. Po bokach widać bordiurę z bogatą dekoracją roślinną i zoomorficzną.
Pomysł powstania nagrobka powstał jeszcze w okresie pobytu Stwosza w Krakowie, gdzie artysta sporządził projekt (tzn. scenę główną). Wzorował się na formie, jaką stosował rzeźbiąc kwatery zamkniętego Ołtarza Mariackiego. Licznie zgromadzone przedmioty w pracowni, luźno ze sobą zintegrowane formy architektoniczne, wreszcie żywe poruszenie uczonego i dynamiczne zwiewne szaty to cechy charakterystyczne dla twórczości Stwosza. Natomiast sam motyw pracowni uczonego, który będzie wielokrotnie powtarzany zgodnie z humanistyczną ideą, w północnoeuropejskim malarstwie, ma swoją genezę, przede wszystkim w przedstawieniach św. Hieronima, ale motyw ten jest także znany w sztuce świeckiej – np. w przedstawieniu Petrarki. Tak więc korzenie tego typu ikonograficznego można odnaleźć tak w Italii, jak w północnej Europie.
Wydaje się, iż w tym dziele Stwosz chciał połączyć średniowieczną tradycję uczonego w pracowni z humanistycznym ideałem pracy umysłowej, co w dziejach sztuki wydaje się być bezprecedensowe – trudno jest znaleźć krąg artystyczny lansujący taką myśl, wreszcie bliskie dla krakowskiego epitafium przykłady.
Natomiast realizacja dzieła przypadła na okres pobytu Stwosza w Norymberdze. Realizację powierzono Peterowi Vischerowi starszemu, członkowi rodziny prowadzącej w Norymberdze duży warsztat odlewniczy, z którego wywodzą się liczne dzieła sztuki znajdujące się m.in. w Wielkopolsce, Małopolsce czy we Frankonii i Saksonii.